# San Barnaba (Marino)

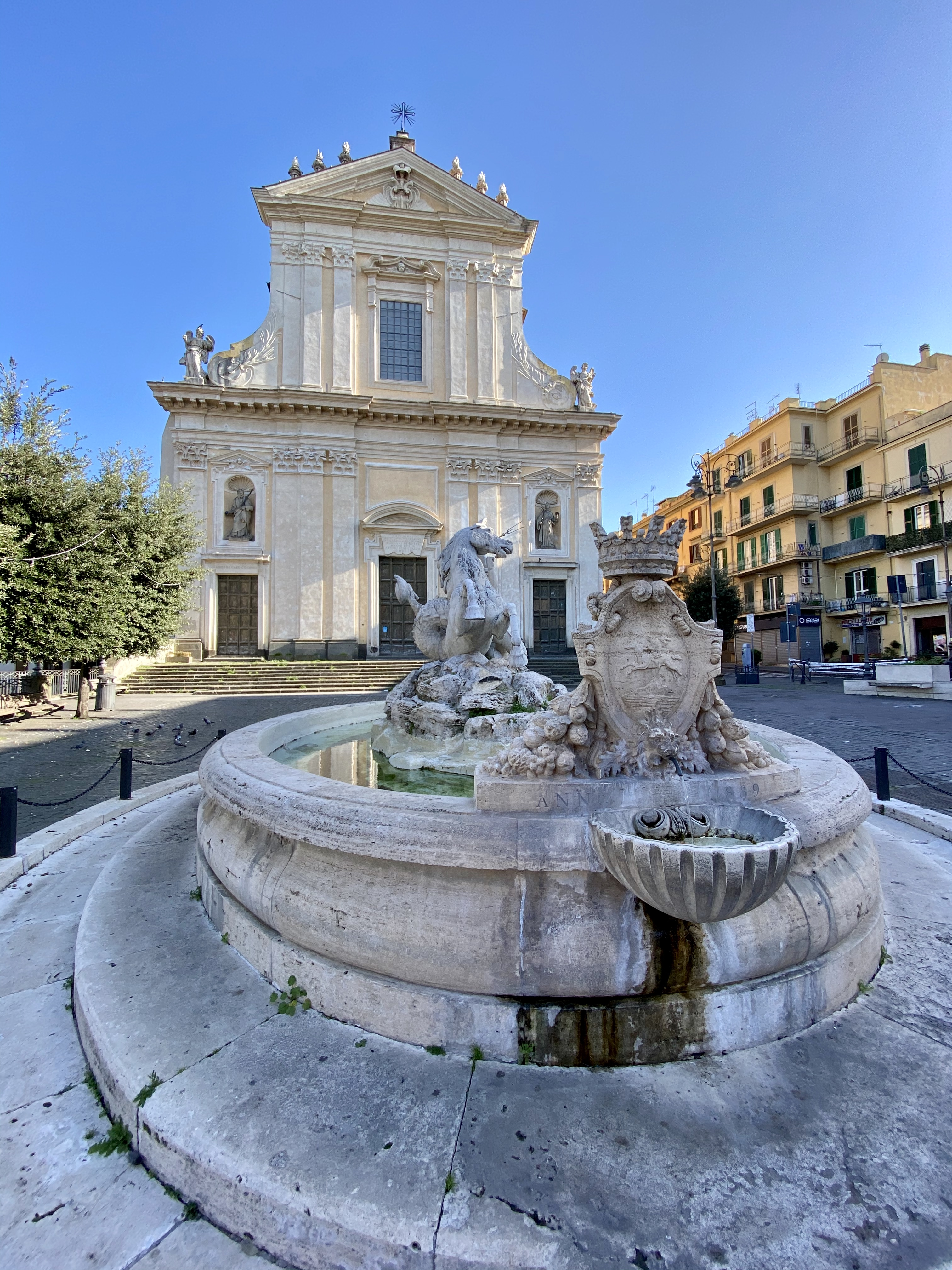
Stiftsbasilika San Barnaba

Die Stiftsbasilika San Barnaba ist die römisch-katholische Hauptkirche in Marino in der Metropolitanstadt Rom, Italien. Die Kirche des Bistums Albano ist dem Apostel Barnabas gewidmet und trägt den Titel einer Basilica minor. Die mit besonderer Unterstützung der Familie Colonna im 17. Jahrhundert errichtete Barockkirche ist eine der größten und bedeutendsten der Diözese.

## Geschichte

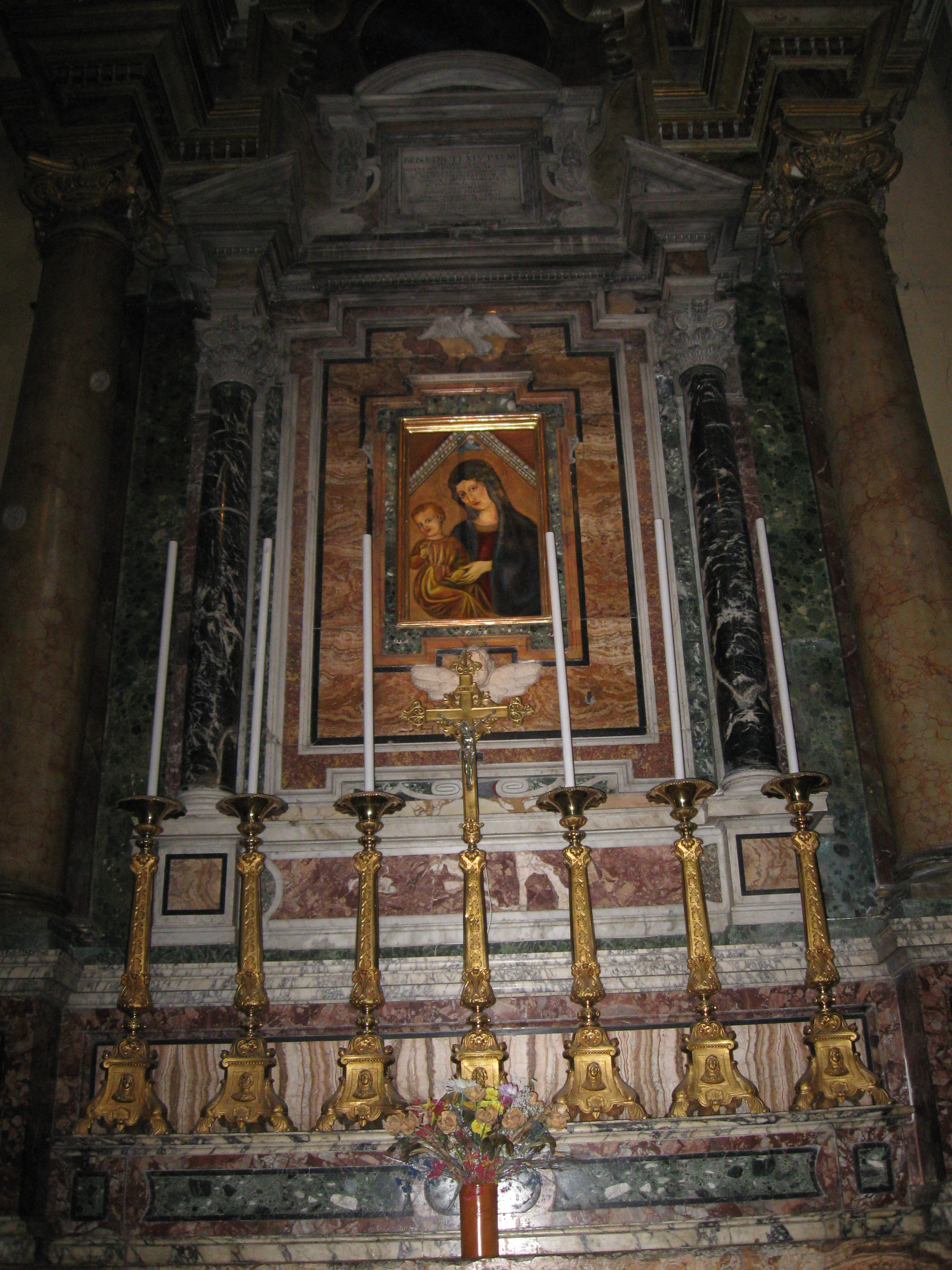
Rosenkranzmadonna

Ursprünglich war die hl. Lucia von Syrakus die Schutzpatronin von Marino, deren Festtag auch heute noch jedes Jahr am 13. Dezember in der Stadt gefeiert wird und der im unteren Teil der Stadt eine Kirche aus dem 12. Jahrhundert gewidmet war, eine andere Johannes dem Täufer. Um die Unterteilung der Stadt in zwei Pfarreien mit fortlaufenden Streitigkeiten zu beenden, wurde nach Beschluss des Herzogs von Marino, Filippo I. Colonna, und seines Sohns, Kardinal Girolamo Colonna eine neue Kirche für die gesamte Stadt errichtet. Nach der Legende soll es am Patronatstag 11. Juni des hl. Barnabas in den Jahren 1615, 1617 und 1618 jeweils zu Hagelstürmen gekommen sein, worauf die Bevölkerung Anfang 1619 über einen Brief an den Kardinalbischof von Albano Francesco Sforza den Apostel Barnabas als neuen Patron forderte, dem dieser am 4. Juni 1619 entsprach.
Am 28. Oktober 1636 wurden durch einen Visitationsakt die beiden Marineser Pfarreien St. Lucia und St. Johannes der Täufer aufgehoben und ihre Pfründe in der neu gegründeten Pfarrei St. Barnabas vereinigt. Mit Mitteln des Herzogs Filippo I. Colonna konnte am 10. Juni 1640 der Grundstein der neuen Pfarrkirche mit dem Segen von Kardinal Girolamo Colonna und in Anwesenheit des Herzogs und anderer Mitglieder des Hauses Colonna feierlich gelegt werden. Am 3. Dezember 1643 erließ Papst Urban VIII. die Bulle Exclesa merita Sanctorum, in der er die neue Pfarre bestätigte und zur Stiftskirche mit zwölf Kanonikern und sechs Donatoren erhob[9]. Deren Rechte wurden im Jahr 1748 durch Papst Benedikt XIV., 1828 durch Papst Leo XII. schließlich 1843 durch Papst Gregor XVI. in Form von Privilegien des Habits erweitert.
1642 waren alle Pfeiler der zu errichtenden Kirche und die Gewölbe der acht Kapellen fertiggestellt worden. Die Arbeiten an der Kirche, die fünfzehn Jahre dauerten, sollen 1655 abgeschlossen worden sein: Aufgrund der verheerenden Pest, die Marino und das Gebiet des Agro Romano 1656 heimsuchte, konnte das Gotteshaus jedoch nicht geweiht werden. Die Pest rottete viele Bürger von Marino aus und ließ das Lehen in die Knie gehen, das mit Vasallen der Familie Colonna aus den Abruzzen neu bevölkert werden musste: die Bevölkerung von Marino, die vor der Pest auf etwa 2000 Einwohner geschätzt wurde, war in wenigen Monaten auf einige hundert Seelen geschrumpft. So wurde die erste gesungene Messe in der neuen Stiftskirche erst am 22. Oktober 1662 von Carlo Tarugi, dem Generalvikar des vorstädtischen Bistums Albano, und dem ersten Pfarrer der Abtei, Agostino Gagliardi, gefeiert. Am 10. Dezember 1662 wurde das Bildnis der Rosenkranzmadonna aus der alten Kirche Santa Lucia in die neue Stiftskirche gebracht. Die offizielle Weihe der Stiftskirche fand jedoch erst am 14. Mai 1713 durch den Erzbischof von Neapel, Antonio Sanfelice, statt.
Die Erhebung zur Basilica minor erfolgte im Jahr 1851 durch Papst Pius IX., unbeschadet der Zusammenlegung der Stadt mit dem Vorortssitz Albano, die bereits von Gregor XVI. bestätigt wurde, als er Marino 1835 zur Stadt erhob. Am 31. Mai 1944 wurde die Basilika von vier anglo-amerikanischen Luftangriffen getroffen: Das bereits eingestürzte Dach und ein die Kuppel stützender Balken stürzten ein. Am 31. August 1962 stattete Papst Johannes XXIII. Marino einen Überraschungsbesuch ab, der letzte päpstliche Besuch.

## Architektur

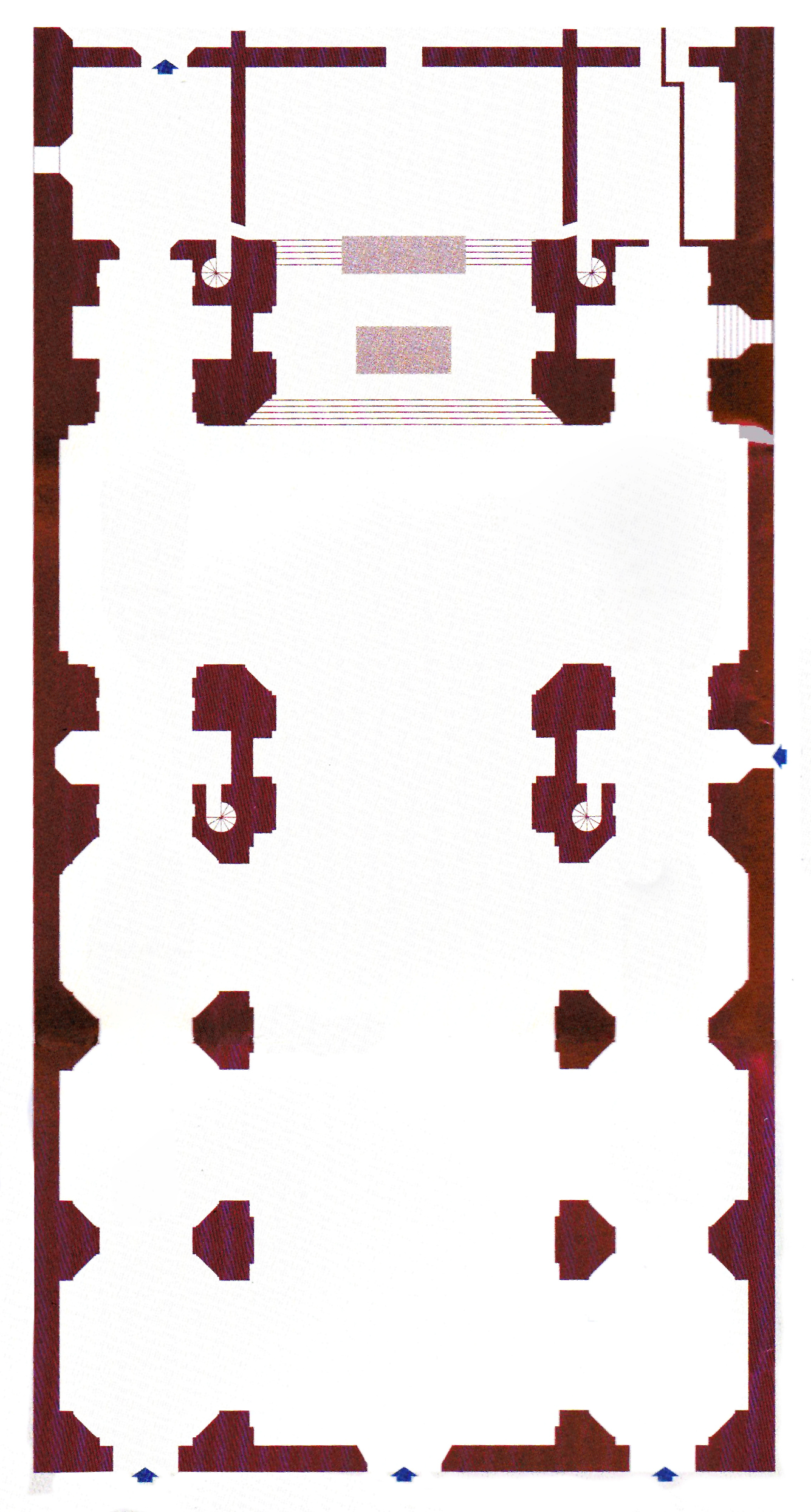
Grundriss

Die Fassade ist horizontal in einen unteren und einen oberen Teil gegliedert, während sie vertikal dreigeteilt ist und sechs riesige Pilaster in korinthischer Anordnung aufweist. Über den beiden Seitentüren befinden sich zwei Nischen mit dreieckigen Gesimsen, in denen zwei etwa zwei Meter hohe, bemalte Peperino-Statuen stehen: links der heilige Apostel Barnabas, Schutzpatron der Stadt, der die Märtyrerpalme hält, und rechts die heilige Lucia von Syrakus, Mitschutzpatronin der Stadt, die ebenfalls eine Märtyrerpalme und eine Untertasse mit den Augen hält, die ihr während ihres Martyriums ausgestochen wurden. Über den Nischen, neben den Voluten im oberen Teil der Fassade, befinden sich zwei weitere bemalte Peperinostatuen, die die gleiche Höhe haben wie die beiden anderen oben beschriebenen und zwei Engel darstellen. Im Tympanon befindet sich das Wappen des Kardinals Girolamo Colonna, eine Säule, das heraldische Symbol der Familie Colonna. Oberhalb des Giebels befinden sich neben einem Eisenkreuz sechs Peperinofackeln.
Das Innere hat einen basilikalen Grundriss mit drei Schiffen, die kreuzförmige Kirche ist 58,75 m lang und am Querschiff 24 m breit, die Laterne der Vierungskuppel ragt 36 m hoch. Das Hauptschiff ist von einem Tonnengewölbe mit Lünetten bedeckt, während die beiden Seitenschiffe, die sich links und rechts vom Hauptschiff befinden, von Tonnengewölben bedeckt sind, die orthogonal zum Gewölbe des Hauptschiffs angeordnet sind. Für die natürliche Beleuchtung sorgen im Kirchenschiff sechs Lünetten, drei auf jeder Seite, und in der Kuppel die Laternenfenster.

## Ausstattung

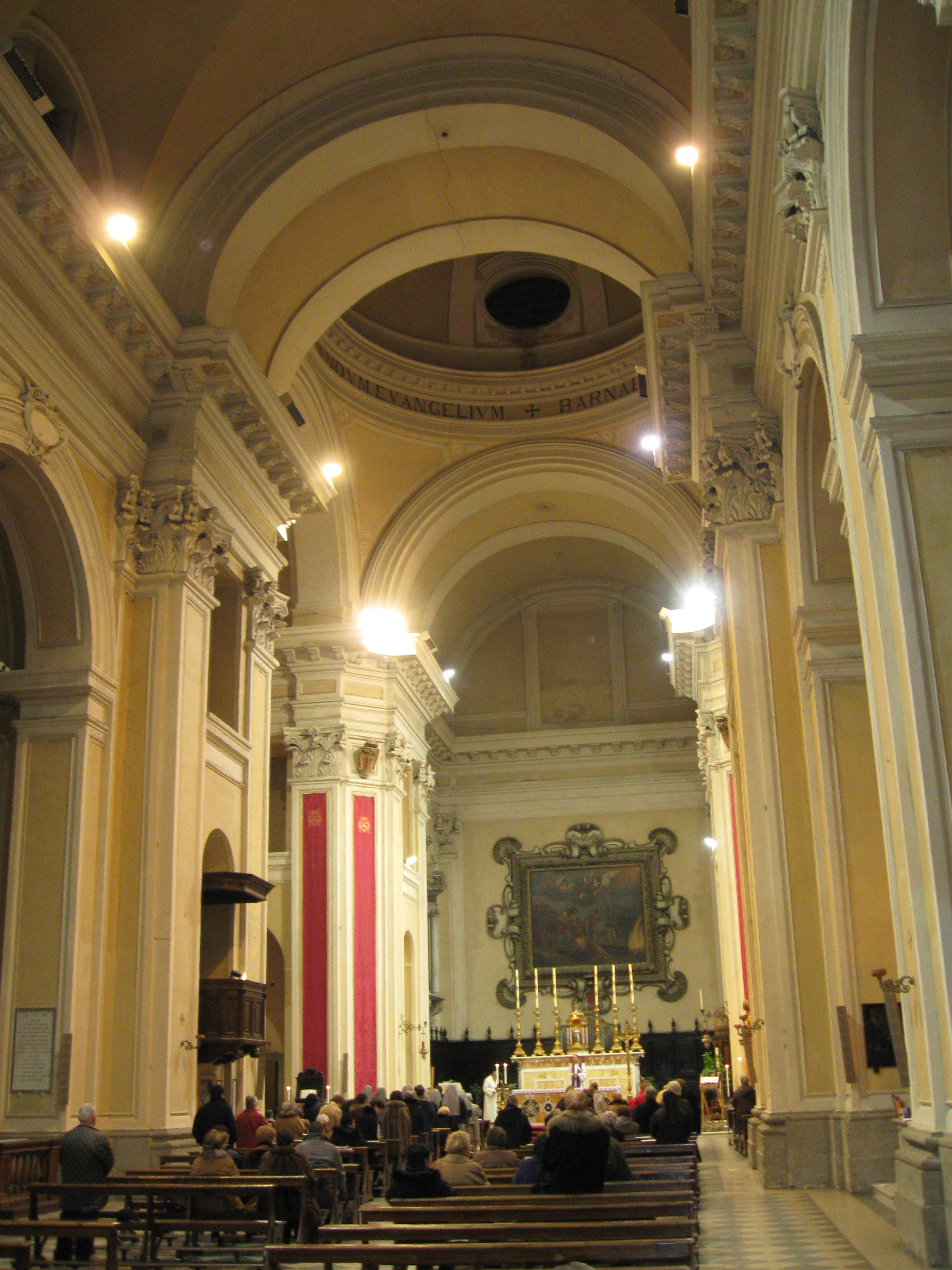
Innenraum

### Rechtes Querschiff
Das rechte Querschiff beherbergt den Altar des Allerheiligsten, oder Unsere Liebe Frau vom Berge Karmel, der von Giovanni Battista Mochi aus Marignano unter Verwendung von antiken farbigen Marmorsorten wie antikem gelben Marmor, schwarzem Marmor und Serpentinmarmor errichtet wurde. Das Altarbild ist ein großes anonymes Gemälde, das Unsere Liebe Frau auf dem Berge Karmel, das Jesuskind und die Heiligen Teresa von Ávila und Johannes vom Kreuz darstellt. Der Tabernakel ist ein modernes Werk von Luigi Gozzi.

### Linkes Querschiff
Im linken Querschiff befindet sich der Altar des hl. Bartholomäus, ein Altar, der von Giulio Galantini aus Marignano und seiner Familie in der zweiten Hälfte des 17. Jahrhunderts unter Verwendung von antikem, farbigem Marmor errichtet wurde: Bemerkenswert ist die Intarsienfront des Altars.
Bei dem Altarbild handelt es sich um das Martyrium des heiligen Bartholomäus von Giacinto Campana, eine zeitgenössische Kopie des Originals von Giovanni Francesco Barbieri, genannt „il Guercino“, das zwischen 1635/1636 in der Kirche San Martino in Siena aufbewahrt wurde, wahrscheinlich im Auftrag von Kardinal Girolamo Colonna. Eine zweite Kopie, datiert 1774, von der Malerin Annunziata Verchiani wird in der Kirche der Visitazione in Viterbo aufbewahrt.

### Kuppel
Die Kuppel hat außen die Form eines achteckigen Zeltes, während sie innen rund ist: Die Laterne ragt 31 Meter hoch. Am Sockel der Kuppel selbst, auf der Innenseite, befindet sich folgende Inschrift:
Die letzten Restaurierungsarbeiten an der Kuppelstruktur wurden nach dem Zweiten Weltkrieg durchgeführt, nachdem ein anglo-amerikanischer Luftangriff im Mai 1944 die vier großen Stützpfeiler teilweise geschwächt hatte.

### Chor
Im Chor dominiert an der Rückwand hinter dem Tabernakel ein großes Gemälde mit der Darstellung des Martyriums des hl. Barnabas, das Bartolomeo Gennari (1594–1661), einem Schüler Guercinos (1591–1666), wenn nicht sogar Guercino selbst zugeschrieben wird. Wertvoll ist auch der Rahmen des Gemäldes, unter dem man die lateinische Inschrift Divo Barnabae („Dem Heiligen Barnabas“) lesen kann.
Ebenfalls hinter dem Tabernakel, an der rechten und linken Wand, befinden sich zwei Marmornischen, das Werk der römischen Marmorschnitzer Carlo Spagna und Gabriele Renzi aus dem 17. Jahrhundert. In der rechten Nische befindet sich das Denkmal des Kardinals Girolamo Colonna, ein Werk des Bildhauers Alessandro Algardi (1595–1654), auf dem der Kardinal betend und kniend auf einer Kniebank mit dem Wappen von Colonna erscheint. Dem Gelehrten Carlo Bartolomeo Piazza zufolge soll der Kardinal in der Basilika begraben sein, aber es wird allgemein angenommen, dass Kardinal Colonna trotz seiner ursprünglichen Absicht, in Marino begraben zu werden, später in der Lateranbasilika in Rom beigesetzt wurde.